# Días de pasión (álbum)
Días de Pasión es el nombre del octavo y último álbum del cantante y actor de telenovelas venezolano Guillermo Dávila, publicado en 1998 y último para la discográfica de Sony Discos, Arreglado, Producido y Dirigido por Luis Romero.

## Listado de canciones
1. Sabes
2. No eras la misma
3. Podría decirte
4. Apareciste tú
5. Viéndote bailar
6. Mala noche
7. Perdóname
8. Días de pasión
9. Vuelves de nuevo conmigo
10. No puedo vivir sin tu amor
11. Días de pasión (Unglugged versión)

Nota: Arreglos, Producción y Dirección Musical: Luis Romero
- Datos: Q5815925